# Foreste e boschi secchi delle isole Canarie
Le foreste e i boschi secchi delle isole Canarie sono una ecoregione definita dal WWF (codice ecoregione: PA1203) che comprende le formazioni forestali dell'arcipelago delle isole Canarie. L'ecoregione ospita una flora e una fauna ricche di endemismi, con specie relitte delle foreste plioceniche subtropicali (laurisilva), che originariamente coprivano buona parte del bacino del Mediterraneo.
La regione fa parte della ecoregione globale 123 Formazioni forestali mediterranee, inclusa nella lista Global 200.

## Territorio
L'ecoregione comprende la parte più occidentale dell'arcipelago (La Palma, Hierro, Gomera, Tenerife e Gran Canaria), mentre la parte orientale, più vicina alla costa africana, è inclusa nell'ecoregione «Boschi secchi mediterranei di Acacia-Argania e macchie di succulente».

## Flora
La vegetazione dell'ecoregione varia in base alle fasce altitudinali.
Nelle aree costiere crescono la palma delle Canarie (Phoenix canariensis) e molte altre specie endemiche, tra cui Euphorbia canariensis (Euphorbiaceae), Ceropegia fusca (Apocynaceae), Plocama pendula (Rubiaceae), Salvia canariensis (Lamiaceae), Argyranthemum frutescens (Asteraceae), Rumex lunaria (Polygonaceae), Convolvulus floridus (Convolvulaceae) e Tournefortia candidula (Boraginaceae).
Tra i 50 e i 500 m di altitudine si trova una zona di transizione tra le vegetazione costiera e le foreste del piano altitudinale superiore, caratterizzata dalla presenza dell'endemica Dracaena draco, da diverse specie di crassulacee (Greenovia aurea, Aeonium spp., Monanthes laxiflora) e da numerose altre specie termofile come Bosea yervamora (Amaranthaceae), Echium strictum (Boraginaceae), Campylanthus salsoloides (Plantaginaceae), Forsskaolea angustifolia (Urticaceae).

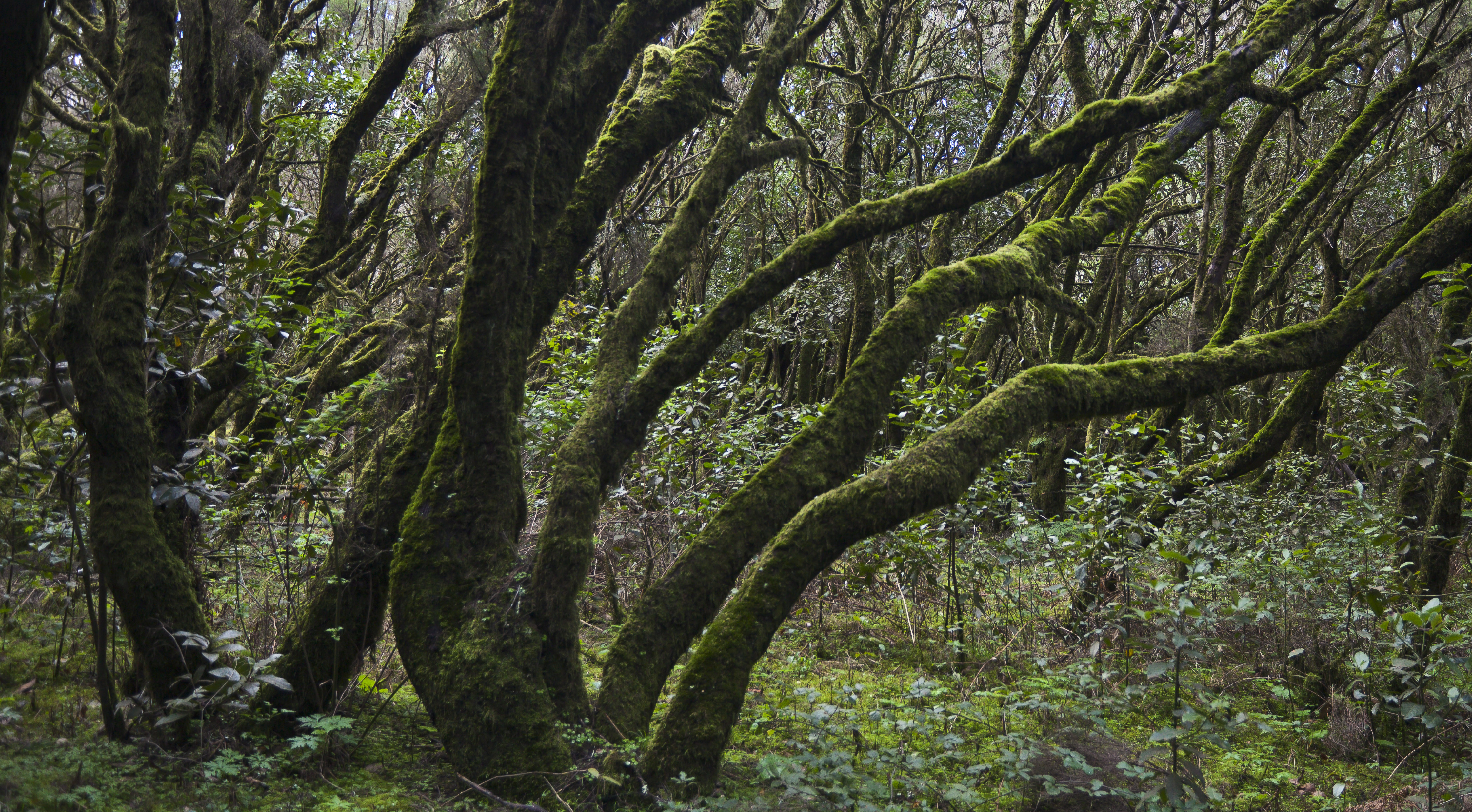
Laurisilva nel Parco nazionale di Garajonay

Nella fascia tra 500 e 1400 m di altitudine si sviluppa la laurisilva, una foresta sempreverde così chiamata per la predominanza di specie della famiglia delle Lauracee, tra cui Ocotea foetens, Apollonias barbujana, Laurus azorica e Persea indica. Si tratta del residuo di una vegetazione che originariamente copriva buona parte del bacino del Mediterraneo, prima di scomparire a seguito dei cambiamenti climatici avvenuti nel Quaternario. Altri endemismi macaronesiani che si possono osservare nella laurisilva sono Arbutus canariensis, Ilex canariensis, Picconia excelsa, Visnea mocanera e Salix pedicellata subsp. canariensis.
Salendo ulteriormente di quota, si osserva una zona di transizione in cui le essenze della laurisilva si associano a Myrica faya, Erica arborea ed Erica scoparia; alle altitudini maggiori prende il sopravvento la foresta di conifere a Pinus canariensis, vegetazione dominante fino alla quota dei 2.400 m. Qui i pini crescono in associazione con Adenocarpus spp., Cytisus proliferus, Ephedera spp., Cistus spp. e Micromeria spp. Alle altitudini più elevate, i pini si mescolano a Juniperus cedrus e Juniperus phoenicea. Anche in questa fascia altitudinale sono presenti interessanti endemismi come Bystropogon plumosus (Lamiaceae), Aeonium spathulatum (Crassulaceae), Asparagus plocamoides (Asparagaceae) e Tolpis laciniata (Asteraceae).
Nelle aree sommitali di La Palma e Tenerife, caratterizzate da scarse precipitazioni e notevoli escursioni termiche, si trovano infine significativi endemismi tra cui la retama del Teide (Spartocytisus supranubius, Fabaceae), Erysimum scoparium (Brassicaceae), Nepeta teydea (Lamiaceae), Bethencourtia palmensis (Asteraceae) e Juniperus cedrus (Cupressaceae).

## Fauna
La fauna dell'ecoregione è caratterizzata da un'alta incidenza di endemismi sia tra i vertebrati che tra gli invertebrati.
Tra i mammiferi presenti si possono citare due differenti specie di pipistrelli, entrambe classificate dall'IUCN come specie minacciate: il pipistrello di Madera (Pipistrellus maderensis), diffuso a Madera e nelle Canarie, e l'orecchione di Tenerife (Plecotus teneriffae), ristretto alle isole di Tenerife, La Palma ed El Hierro.

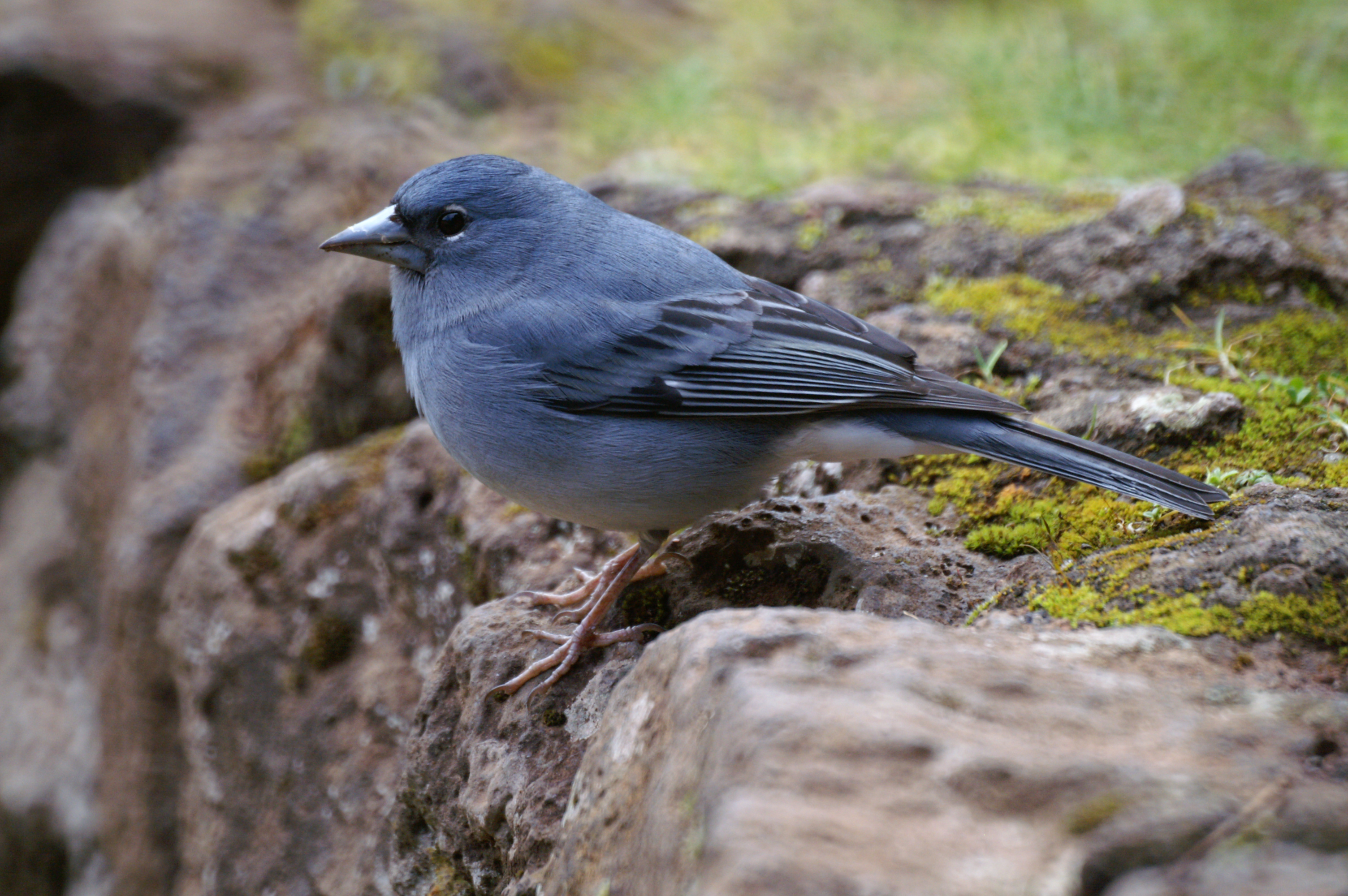
Fringuello azzurro di Tenerife (Fringilla teydea)

Numerosi sono gli endemismi anche nell'ambito dell'avifauna, che comprende la colomba di Bolle (Columba bollii), la colomba dei lauri (Columba junoniae), il fringuello azzurro di Tenerife (Fringilla teydea), il fringuello azzurro di Gran Canaria (Fringilla polatzeki), il luì piccolo delle Canarie (Phylloscopus canariensis). Altre specie come la pispola di Berthelot (Anthus berthelotii), il rondone unicolore (Apus unicolor) e il canarino (Serinus canaria) sono condivise anche con altre isole della Macaronesia. Numerose poi sono le sottospecie endemiche come Falco tinnunculus canariensis, Regulus regulus teneriffae, Motacilla cinerea canariensis e Asio otus canariensis; in alcuni casi esistono addirittura sottospecie endemiche di singole isole, come le due differenti sottospecie di picchio rosso maggiore: Dendrocopos major canariensis, endemica di Tenerife, e Dendrocopos major thanneri, endemica di Gran Canaria, oltre a quattro sottospecie di cinciarella delle Canarie: Cyanistes teneriffae teneriffae, diffusa a Tenerife e La Gomera; Cyanistes teneriffae ombriosus, endemica di El Hierro; Cyanistes teneriffae palmensis, ristretta a La Palma; e Cyanistes teneriffae hedwigae, endemica di Gran Canaria. Ancora più complesso è lo stato tassonomico delle differenti sottospecie di fringuello: il Congresso Ornitologico Internazionale riconosce tre sottospecie, Fringilla coelebs canariensis, diffusa a Gran Canaria e Tenerife, Fringilla coelebs ombriosa, endemica di El Hierro, e Fringilla coelebs palmae, endemica di La Palma. Secondo alcuni autori, le tre sottospecie andrebbero considerate come un'unica entità elevata al rango di specie a sé stante (Fringilla canariensis), all'interno della quale andrebbero distinte due sottospecie (Fringilla canariensis canariensis e Fringilla canariensis tintillon).
Analoga situazione si osserva tra gli Scincidi, dove si hanno Chalcides sexlineatus, diffuso a Gran Canaria, Chalcides coeruleopunctatus a La Gomera ed El Hierro, Chalcides viridanus a Tenerife, La Gomera ed El Hierro.

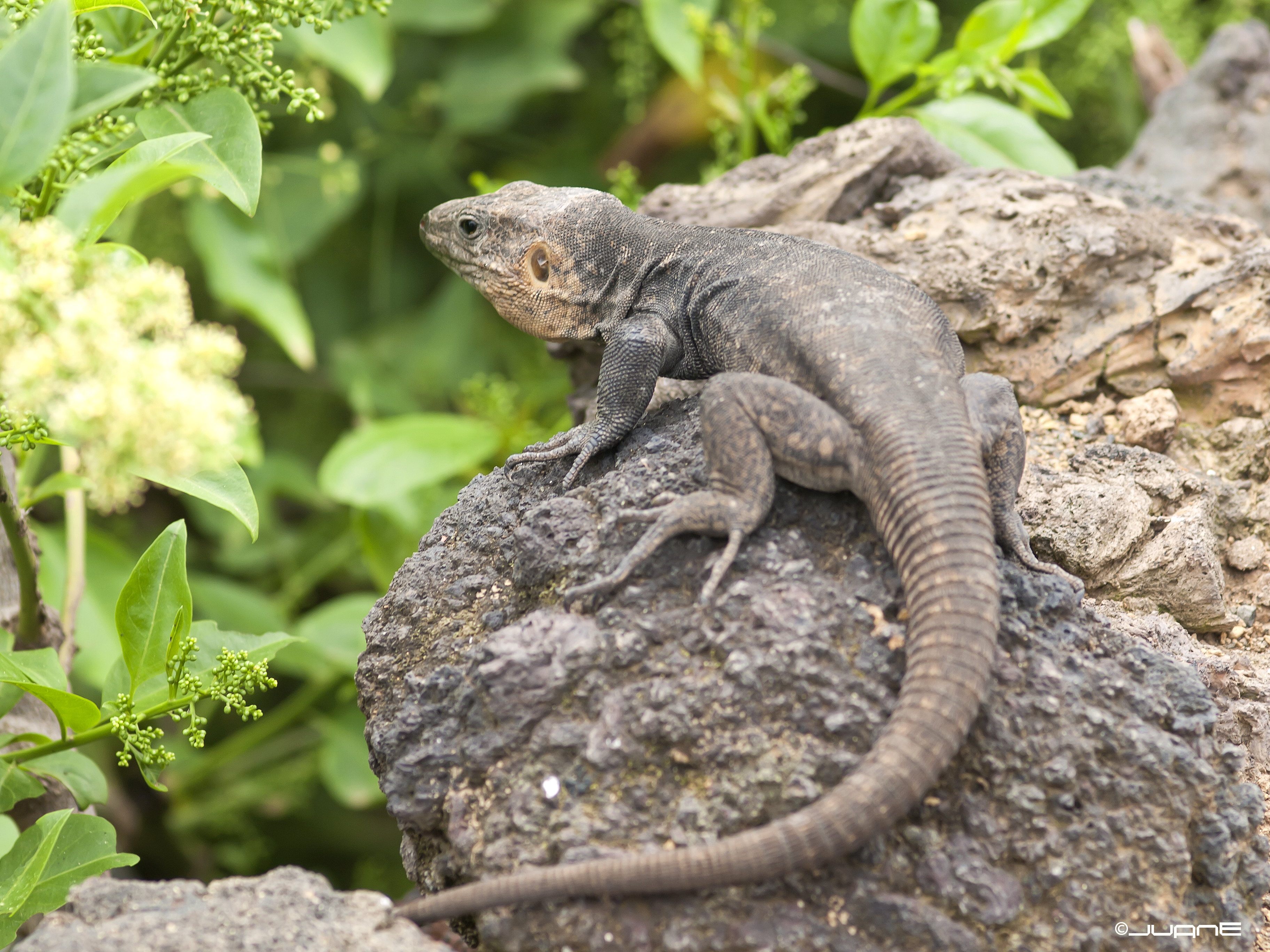
Lucertola gigante di Gran Canaria (Gallotia stehlini)

Anche la popolazione dei rettili fornisce interessanti esempi di radiazione adattativa. Tipico è il caso delle lucertole giganti del genere Gallotia, presenti con specie diverse in ogni isola, o addirittura con più di una specie per differenti nicchie ecologiche della stessa isola: si hanno infatti la lucertola gigante di Gran Canaria (Gallotia stehlini), la lucertola gigante di El Hierro (Gallotia simonyi), la lucertola gigante di La Gomera (Gallotia bravoana), la lucertola gigante di La Palma (Gallotia auaritae), la lucertola maculata delle Canarie (Gallotia intermedia), endemica di Tenerife, la piccola lucertola delle Canarie (Galliota caesaris), endemica di La Gomera ed El Hierro, e la lucertola delle Canarie occidentali (Gallotia galloti), diffusa sulle isole di Tenerife e La Palma.

## Conservazione
Nonostante la pressione antropica, l'ecoregione conserva ancora delle aree relativamente intatte, grazie alla loro relativa inaccessibilità e alla presenza di numerose aree naturali protette tra cui la Riserva naturale integrale Roques de Salmor e la Riserva naturale speciale Tibataje a El Hierro; il Parco nazionale della Caldera de Taburiente e la Riserva naturale integrale El Pinar de Garafía a La Palma; il Parco nazionale di Garajonay a La Gomera; il Parco nazionale del Teide a Tenerife; la Riserva naturale speciale Los Tilos de Moya e la Riserva naturale speciale El Brezal a Gran Canaria.